# Макунов
Макунов (укр. Макунів) — село в Судововишнянской городской общине Яворовского района Львовской области Украины.
Население составляло 217 человек в 2023 году. Население по переписи 2001 года составляло 404 человека. Занимает площадь 11,465 км². Почтовый индекс — 81385. Телефонный код — 3234.